# Microhierax erythrogenys
El falconete filipino (Microhierax erythrogenys) es una especie de ave falconiforme de la familia Falconidae endémica de Filipinas.

## Hábitat y estado de conservación
Es bastante común en Luzón, Mindanao, Mindoro y Cebú, y en otras zonas de Filipinas. Su hábitat natural son los bosques primarios y secundarios secos de las tierras bajas tropicales o subtropicales.
Se extiende a lo largo de una región muy amplia y, a pesar de que la población parece estar reduciéndose, la disminución no se considera lo suficientemente rápida como para acercarse a los umbrales de vulnerabilidad. Por ello el fodi forestal se evalúa como especie bajo preocupación menor en la lista roja de especies amenazadas de la UICN.

## Descripción y comportamiento
La parte superior, blancos y muslos son de un azul-negro brillante, la parte inferior blanca, y el pico y las patas de color negro. Alcanza unos 16 cm de longitud. La llamada es un ruidoso `kek-kek-kek-kek`. 
Visto solo o en parejas, se posa en las ramas prominentes de los viejos árboles muertos desde las que despega para atrapar insectos voladores. Anida en antiguos agujeros de pájaros carpinteros.

## Subespecies
Se conocen dos subespecies:
- Microhierax erythrogenys erythrogenys - (Luzón, Mindoro, Negros y Bohol)
- Microhierax erythrogenys meridionalis - (Samar, Leyte, Cebú y Mindanao)